# Antolín Abad Pérez
Antolín Abad Pérez (Villegas, Burgos; 13 de febrero de 1918 - Toledo; 13 de septiembre de 2007) fue un historiador, escritor y sacerdote franciscano español.

## Biografía
De niño ingresó en el seminario menor franciscano de la Provincia de San Gregorio Magno de Castilla. Hecho el noviciado en Arenas de San Pedro, profesó la Regla de san Francisco en 1934. Los años de la guerra civil española los pasó en Gálvez (Toledo), acogido por familias del lugar. En 1945 reinició el noviciado y al año siguiente hizo de nuevo la profesión. La carrera eclesiástica la cursó en Pastrana, Ávila y Roma; aquí hizo también, en el Vaticano, estudios de archivística. Recibió la ordenación sacerdotal en 1950.
En su Provincia franciscana ejerció diversos cargos de gobierno y llevó a cabo numerosas tareas en el campo de su especialización como archivero, bibliotecario, investigador y escritor. A ello unía las tareas propias del lugar en que se encontraba: profesor, bibliotecario, penitenciario en Roma, confesor y asistente de religiosas, capellán de hospital y promotor de la Legión de María.
Murió en el convento de San Juan de los Reyes de Toledo el 13 de septiembre de 2007.

## Obras
Publicó varios libros y artículos, además de colaborar en revistas de historia e investigación y participar en numerosos congresos. De 1988 a 1997 fue director de la revista Archivo Ibero-Americano.